# Patricia Sancho Andrés
Patricia Sancho Andrés (Zaragoza, 1978) es una bióloga celular e investigadora oncológica española que dirige el grupo de investigación del Instituto de Investigación Sanitaria de Aragón, IISA dedicado a la funcionalidad de las células madre en el desarrollo del cáncer de páncreas.

## Trayectoria
Sancho se licenció en Biología Celular por la Universidad de Alcalá de Henares. En 2004 se doctoró en la Universidad de Alcalá de Henares, UAH con la calificación de sobresaliente cum laude por su tesis "Inducción de muerte apóptica y necrótica en células promonocíticas: regulación por asidación y proteínas de estrés".
Desarrolló su trayectoria predoctoral en el Centro de Investigaciones Biológicas Margarita Salas de Madrid, y la postdoctoral en el Instituto de Investigación Biomédica de Bellvitge, IDIBELL, de Barcelona, el Centro Nacional de Investigaciones Oncológicas, CNIO, el Instituto Pasteur de París y el Barts Cancer Institute de Londres. En marzo de 2017, regresó a España con un contrato Miguel Servet al Instituto de Investigación Sanitaria ISS de Aragón, liderando su propio grupo de trabajo.
Su campo de estudio abarca el metabolismo celular diferencial de las células madre tumorales pancreáticas, y su relación con el microambiente tumoral; el estudio de los determinantes metabólicos del proceso de metástasis en cáncer de páncreas, con especial interés en el metabolismo lipídico; y la identificación de nuevas dianas terapéuticas basadas en la inhibición de la actividad mitocondrial para el tratamiento del cáncer de páncreas.

## Reconocimientos
En diciembre de 2020 su grupo de trabajo recibió el Premio IIS de Apoyo a Grupo Emergente "Rector Manuel López"por su trabajo en ‘Metabolism & Cancer Stem Cells’. El mismo año obtuvo la Ayuda Semilla 2020 de la Asociación Española Contra el Cáncer (AECC) en Aragón para la investigación de un nuevo marcador exosomal metabólica en biopsia líquida para mejorar los resultados del cáncer de páncreas, y la Ayuda de la fundación 'Worldwide Cancer Research' para luchar contra el cáncer de páncreas.. En 2021, recibió el Premio Nacional a Jóvenes investigadores de la Fundación Científica de la Caja Rural Soria .